# 布伦达·阿瑟顿
布伦达·阿瑟顿（英語：Brenda Atherton，1934年—），英国女子草地滚球运动员。她曾代表英格兰参加1986年和1994年英联邦运动会草地滚球比赛，获得二枚铜牌。